# Herb gminy Budzów
Herb gminy Budzów – jeden z symboli gminy Budzów, autorstwa Włodzimierza Chorązkiego i Tomasza Rokiciego, ustanowiony 31 sierpnia 2005.

## Wygląd i symbolika
Herb przedstawia na tarczy koloru czerwonego złote trójwzgórze, na którym znajdują się: złoty jeleń w ruchu, a nad nim korona oraz złoty świerk. Jeleń to symbol tradycji łowieckich, drzewo okolicznych lasów, trójwzgórze nawiązuje do Beskidu Makowskiego, a korona do licznych królewszczyzn. 